# دارخزک‌ها
دارخزک‌ها (نام علمی: Certhia) نام یک سرده از تیره دارخزک است.
هر یک از پرندگان گنجشک سان، از خانوادۀ دارخزک ها پاهایی کوچک دارند و با حرکت موش مانند و مارپیچی خود از تنۀ درختان بالا می روند و با نوک باریکشان که رو به پایین خمیده است به جست وجوی حشرات و لارو آن ها می پردازند. دارخزک قهوه ای Certhia familiaris دوازده سانتی متر طول دارد. رنگ پشتش قهوه ای و رنگ شکمش سفید است و در سراسر امریکای شمالی و اوراسیا یافت می شود. این دارخزک در ایران نیز یافت می شود و یگانه عضو خانوادۀ دارخزک است. این پرنده در جنگل ها، پارک ها و باغ ها یافت می شود.

## گونه‌ها
- دارخزک اوراسیایی, Certhia familiaris
- دارخزک هاجسون, Certhia hodgsoni
- دارخزک قهوه‌ای, Certhia americana
- دارخزک انگشت‌کوتاه, Certhia brachydactyla
- دارخزک دم‌نواری, Certhia himalayana
- دارخزک سیچوآن, Certhia tianquanensis
- دارخزک پهلوزنگاری, Certhia nipalensis
- دارخزک سیکیم, Certhia discolor
- دارخزک هیوم, Certhia manipurensis